# Glaucidium sjostedti
Mocho-pigmeu-de-dorso-ruivo ou mochinho-congolês (Glaucidium sjostedti) é uma espécie de ave da família Strigidae. pode ser encontrada nos Camarões, República Centro-Africana, República do Congo, República Democrática do Congo, Guiné Equatorial, Gabão e Nigéria.